# Hřbitov Père-Lachaise
Père Lachaise (česky doslova znamená „otec (páter) Lachaise“) je největší pařížský hřbitov (43,93 ha) nacházející se ve východní části města ve 20. obvodu, který je zároveň jedním z nejznámějších hřbitovů světa. Jméno hřbitova vzniklo ze jména pátera Françoise d'Aix de Lachaise, z jehož zahrady byl hřbitov zřízen. Hřbitov byl dne 26. června 1993 vyhlášen národní památkou. Nachází se zde zhruba 70 000 hrobů a roste zde asi 5 300 stromů.

## Historie

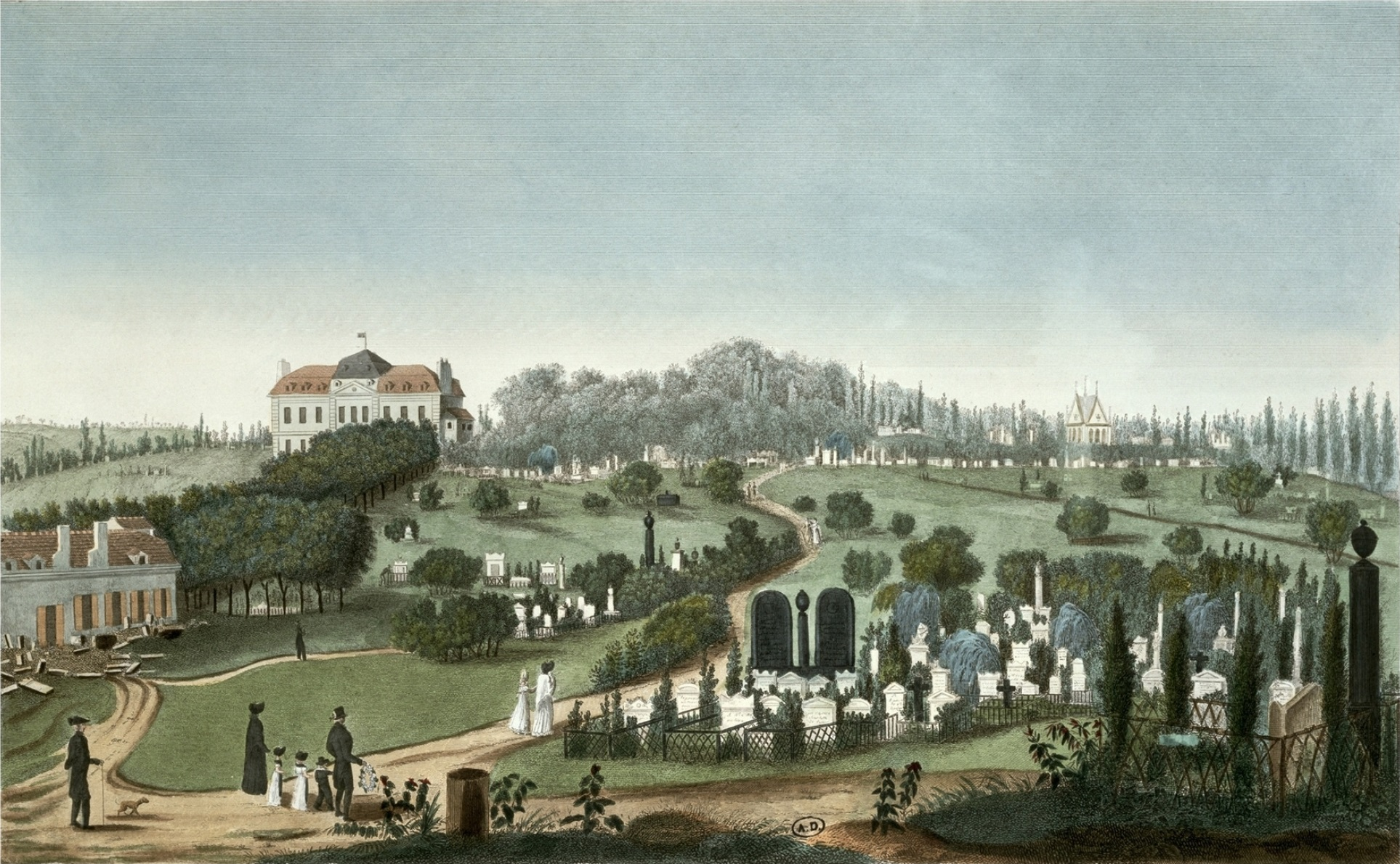
Hřbitov v roce 1815, tehdy anglický park s hrobkou Héloïse a Pierra Abélarda vpravo nahoře. Pierre Courvoisier

Pozemek na kraji Paříže zakoupili v roce 1626 jezuité. V letech 1674–1709 měl v těchto místech dům s rozsáhlou zahradou jezuitský kněz a zpovědník francouzského krále Ludvíka XIV. François d’Aix de Lachaise. Když byli v roce 1763 jezuité z Francie vypuzeni, připadl pozemek státu. Hřbitov zde založil generál Napoleon Bonaparte roku 1804, první pohřeb se zde uskutečnil 21. května 1804. Správou hřbitova byl pověřen prefekt Nicolas Frochot, který se zasloužil o to, že se hřbitov stal posledním odpočinkem obyvatel vyšších kruhů. Na tehdy ještě prázdném hřbitově nechal rozestavět pomníky, sochy a náhrobky, které byly šlechtě a církvi zkonfiskovány během Velké francouzské revoluce. V prvním roce zde bylo zřízeno 13 hrobů, o rok později (1805) jich zde bylo 44, v roce 1806 49, roku 1807 62 a v roce 1812 833.

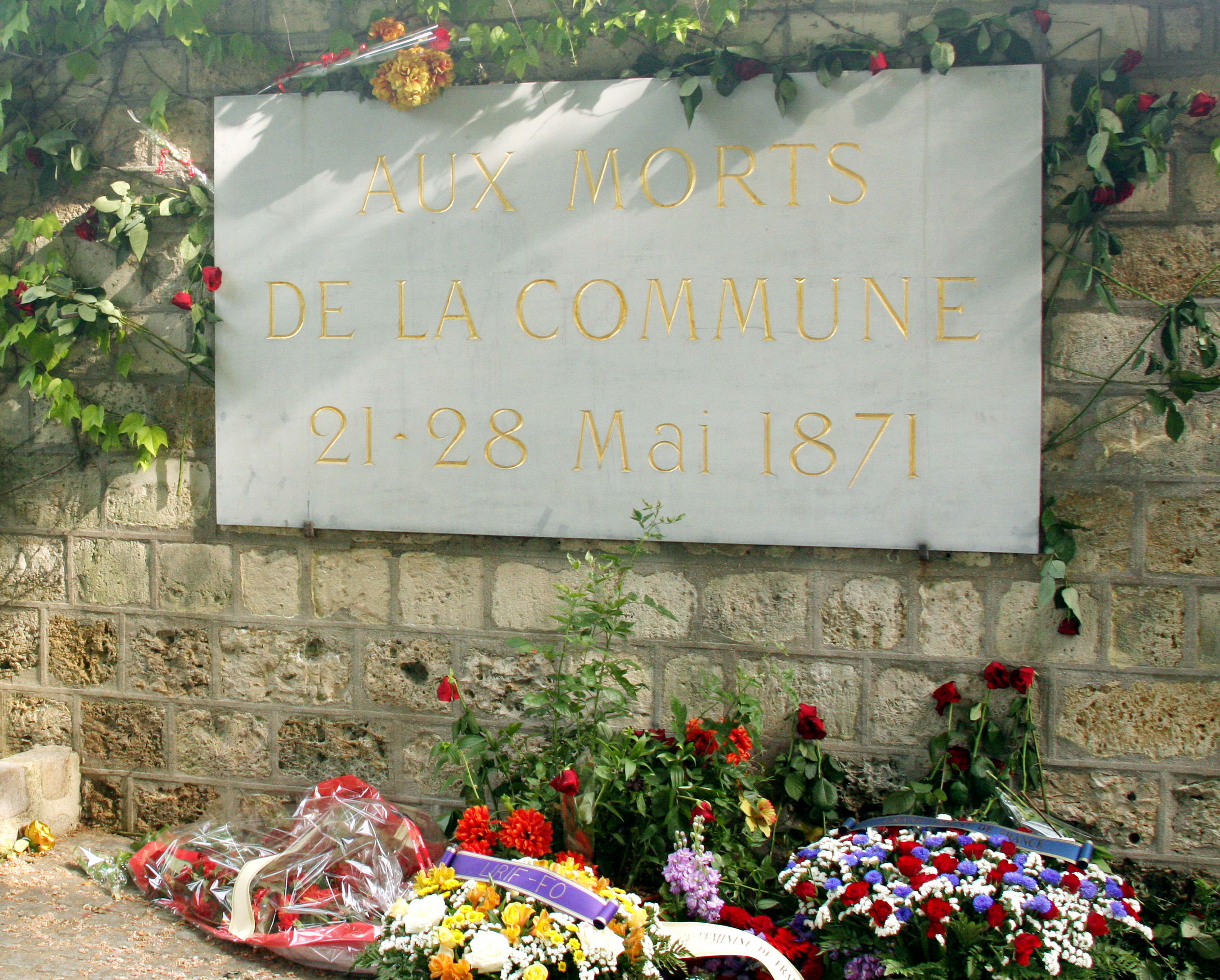
Zeď komunardů (Mur des fédérés) s pamětní deskou

V roce 1806 nechal prefekt Frochot přenést na hřbitov rakev s ostatky královny Marie Louisy, manželky Jindřicha III., objevenou při bourání starého kláštera poblíž náměstí Vendôme. V roce 1817 se mu podařilo rovněž pro hřbitov získat ostatky filozofa Abélarda a jeho milenky Heloisy a údajné ostatky Molièra a La Fontaina. Ačkoliv se o několik let později ukázalo, že ostatky obou spisovatelů nebyly pravé, hřbitov mezitím získal proslulost. Tím se v 19. století stalo jistou módou pro vyšší kruhy, pořídit si hrobku právě na tomto hřbitově. Také Napoleon během svého vyhnanství na ostrově sv. Heleny vyjádřil přání být pohřben na Père Lachaise. Napoleon je ovšem pohřben v pařížské Invalidovně. V roce 1830 čítal hřbitov již zhruba 33 000 hrobů. Během první poloviny 19. století byl hřbitov v pěti etapách (1824, 1829, 1832, 1842 a 1850) rozšířen na dnešní rozlohu 43,93 ha a rozčleněn na 97 oddělení.
Vzhledem k tomu, že hřbitov se nachází na strategicky vyvýšeném pahorku, byly zde v 19. století svedeny dvě bitvy. V roce 1814 se na hřbitově odehrála bitva mezi ruskými vojsky a kadety francouzských vojenských škol. Francouzi byli poraženi a Rusové si zde zřídili vojenský tábor. Další bitva se zde odehrála v květnu 1871. Během tzv. Krvavého týdne se na hřbitově opevnili komunardi a po čtyři dny vzdorovali vládnímu vojsku. Po pádu Pařížské komuny bylo u zdi v severovýchodním cípu hřbitova dne 28. května 1871 postříleno 147 přeživších zajatců. Zeď se nachází v 97. oddělení a v její blízkosti se nachází rovněž řada památníků obětí nacistických koncentračních táborů. Dalším z mnoha památníků je pomník maďarského politika Imre Nagye, který zde byl odhalen v roce 1988 u příležitosti 30. výročí jeho popravy.

## Výběr pochovaných osobností

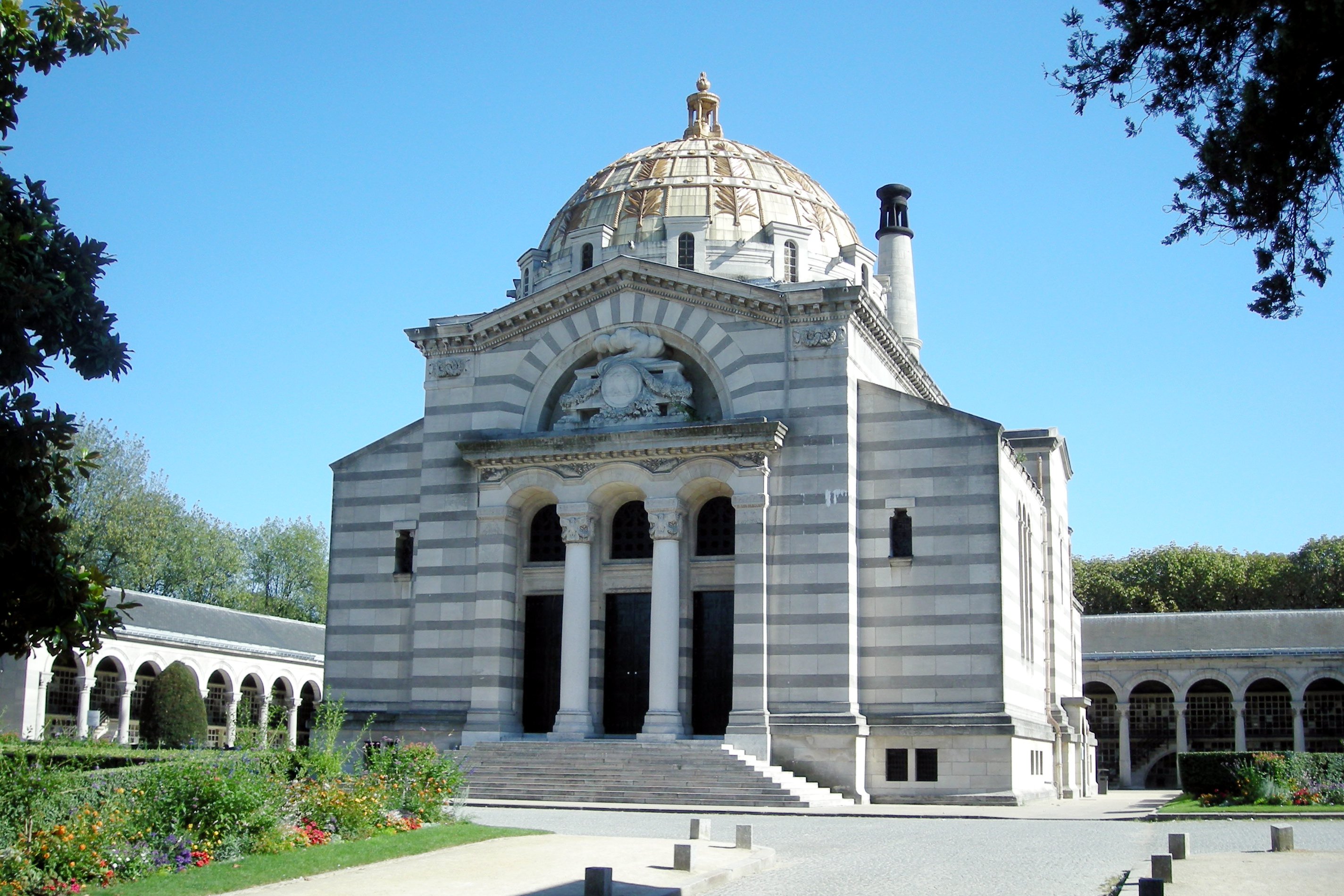
Krematorium na Père Lachaise

Na hřbitově jsou pochovány desítky významných osobností z mnoha oblastí lidské činnosti. Proto hřbitov přitahuje velkou pozornost návštěvníků a je svým způsobem turistickou atrakcí.
A
- Pierre Abélard (1079–1142), filozof (oddělení 7)
- Jean-Charles Alphand (1817–1891), architekt (oddělení 66)
- Guillaume Apollinaire (1880–1918), básník (oddělení 86)
- Jane Avrilová (1868–1943), tanečnice, modelka Toulouse-Lautreca (oddělení 19)

B
- Honoré de Balzac (1799–1850), spisovatel (oddělení 48)
- Henri Barbusse (1873–1935), prozaik, levicově orientovaný novinář a politik (oddělení 97)
- Pierre-Augustin Caron de Beaumarchais (1732–1799), dramatik (oddělení 28)
- Gilbert Bécaud (1927–2001), zpěvák (oddělení 45)
- Sarah Bernhardt (1844–1923), herečka (oddělení 44)
- Georges Bizet (1838–1875), skladatel (oddělení 68)

C
- Maria Callasová (1923–1977), operní zpěvačka (její ostatky byly rozprášeny do Egejského moře) (oddělení 87)
- Auguste Comte (1798–1857), filozof (oddělení 17)
- Charles Crozatier (1795–1855), sochař (oddělení 49)
- Savinien Cyrano de Bergerac (1619–1655), spisovatel

D
- Édouard Daladier (1884–1970), politik (oddělení 72)
- Jacques-Louis David (1748–1825), malíř (oddělení 56)
- Jacques Duclos (1896–1975) komunistický politik
- Eugène Delacroix (1798–1863), malíř (oddělení 49)
- Honoré Daumier (1808–1879), malíř a karikaturista (oddělení 24)
- Jean Gaspard Deburau (1796–1846), francouzský mim českého původu (oddělení 59)
- Isadora Duncanová (1877–1927), americká tanečnice (oddělení 87)

E
- Paul Éluard (1895–1952), básník (oddělení 97)

F
- Claude Charles Fauriel (1772–1844), filolog, historik, profesor a překladatel (oddělení 54)

H
- Georges Haussmann (1809–1891), pařížský prefekt (oddělení 4)
- Henri Herz (1803–1888), klavírista a skladatel
- Heloisa (1101–1164), Abélardova manželka (oddělení 7)

Ch
- Jean-François Champollion (1790–1832), egyptolog (oddělení 18)
- Gustave Charpentier (1860–1956), skladatel (oddělení 10)
- Fryderyk Chopin (1810–1849), skladatel (oddělení 11)

K
- František Kupka, malíř (oddělení 87, kolumbárium, schránka 22690-22714)

L
- Jean de La Fontaine (1621–1695), básník a bajkář (oddělení 25)
- Georges Lamothe (1842–1894), hudební skladatel a varhaník
- Ferdinand de Lesseps (1805–1894), diplomat a podnikatel, stavitel Suezského průplavu (oddělení 16)

M
- Marcellin Marbot (1782–1854), voják (oddělení 44)
- Marcel Marceau (1923–2007), herec a mim (oddělení 21)
- Georges Méliès (1861–1938), filmový režisér
- Amedeo Modigliani (1884–1920), malíř a sochař (oddělení 96)
- Molière (1622–1673), spisovatel a dramatik (oddělení 25)
- Yves Montand (1921–1991), herec a zpěvák (oddělení 44)
- Jim Morrison (1943–1971), zpěvák skupiny The Doors (jejíž "hrob" je zde rovněž) (oddělení 6)
- Alfred de Musset (1810–1857), spisovatel, básník a dramatik

N
- Félix Nadar (1820–1910), fotograf, novinář a vzduchoplavec
- Gérard de Nerval (1808–1855), spisovatel
- Charles Nodier (1780–1844), romantický básník a prozaik
- Cyprian Kamil Norwid (1821–1883), polský básník a malíř

P
- Armand Peugeot (1849–1915), průmyslník, průkopník automobilismu (oddělení 95)
- Édith Piaf (1915–1963), zpěvačka (oddělení 97)
- Camille Pissarro (1830–1903), malíř (oddělení 7)
- Marcel Proust (1871–1922), spisovatel (oddělení 85)

R
- Antonín Rejcha (1770–1836), český skladatel a hudební teoretik, profesor konzervatoře (oddělení 7)
- James de Rothschild (1792–1868), bankéř (oddělení 7)

S
- Georges Seurat (1859–1891), malíř (oddělení 66)
- Paul Signac (1863–1935), malíř
- Simone Signoretová (1921–1985), herečka (oddělení 44)
- Gertrude Steinová (1874–1946), americká spisovatelka (oddělení 94)
- Sully Prudhomme (1839–1907), spisovatel (první nositel Nobelovy ceny za literaturu) (oddělení 44)

T
- Maurice Thorez (1900–1964), politik a dlouhodobý vůdce francouzské komunistické strany (PCF)

W
- Richard Wallace (1818–1890), anglický sběratel umění a mecenáš (oddělení 28)
- Oscar Wilde (1854–1900), spisovatel a dramatik (oddělení 89)

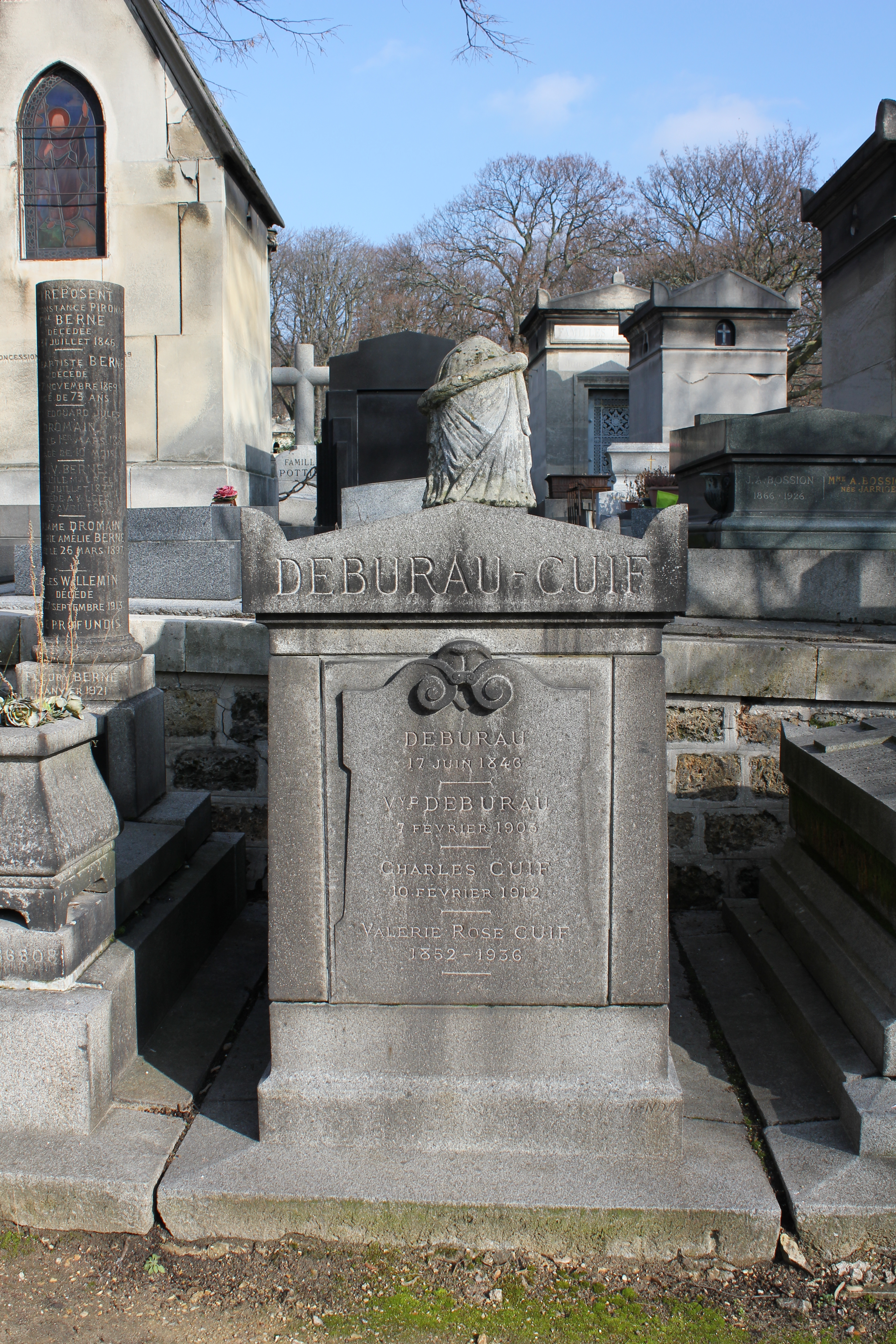
Hrobka francouzského mima českého původu J. G. Deburaua
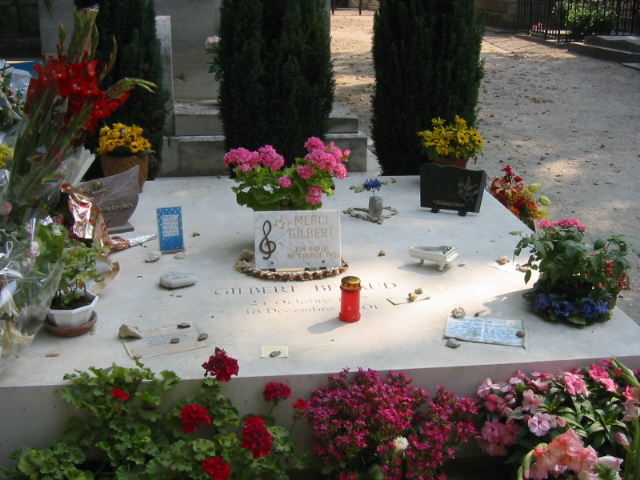
Hrob Gilberta Becauda
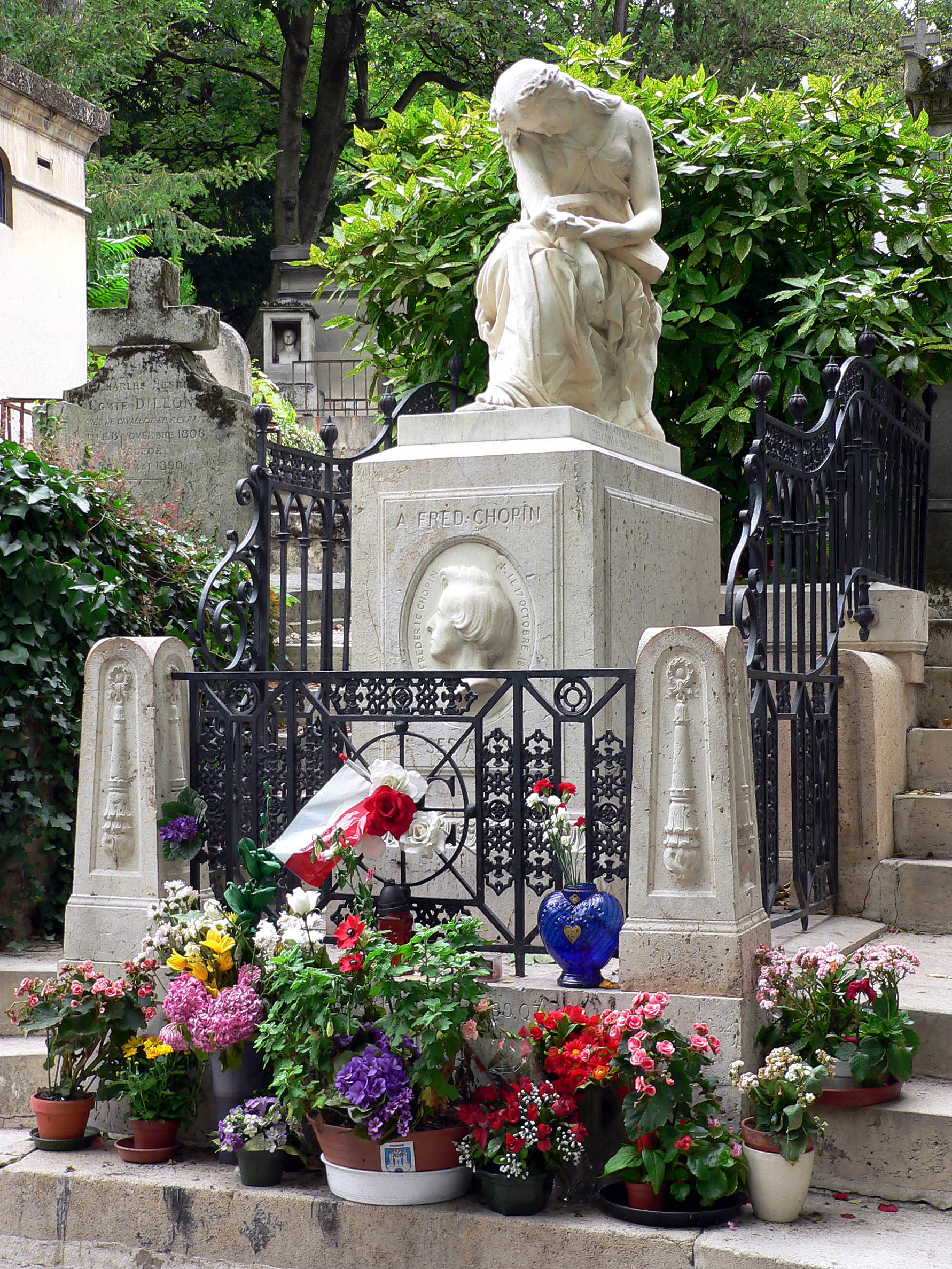
Hrob Frédérica Chopina
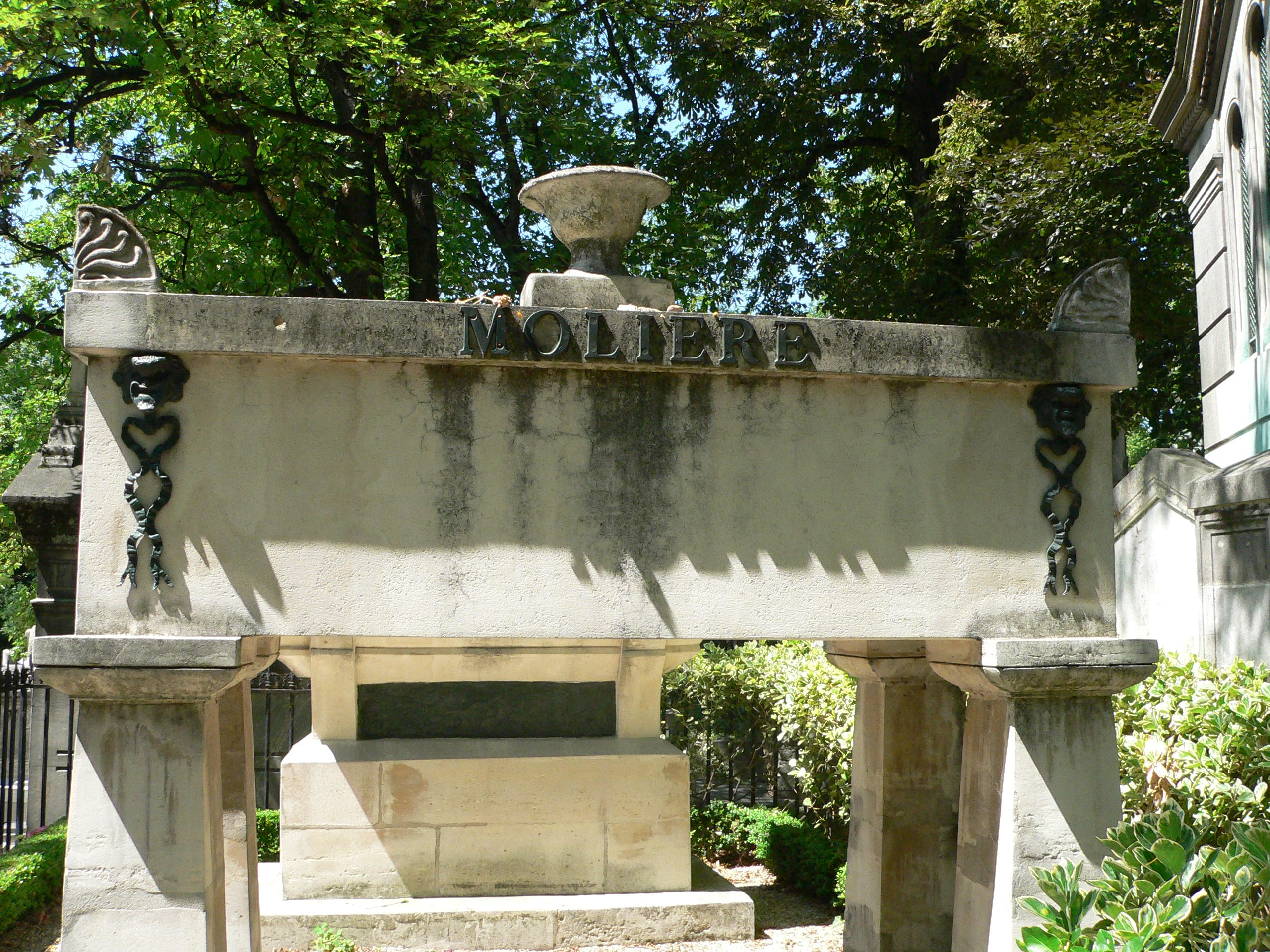
Molièrův hrob
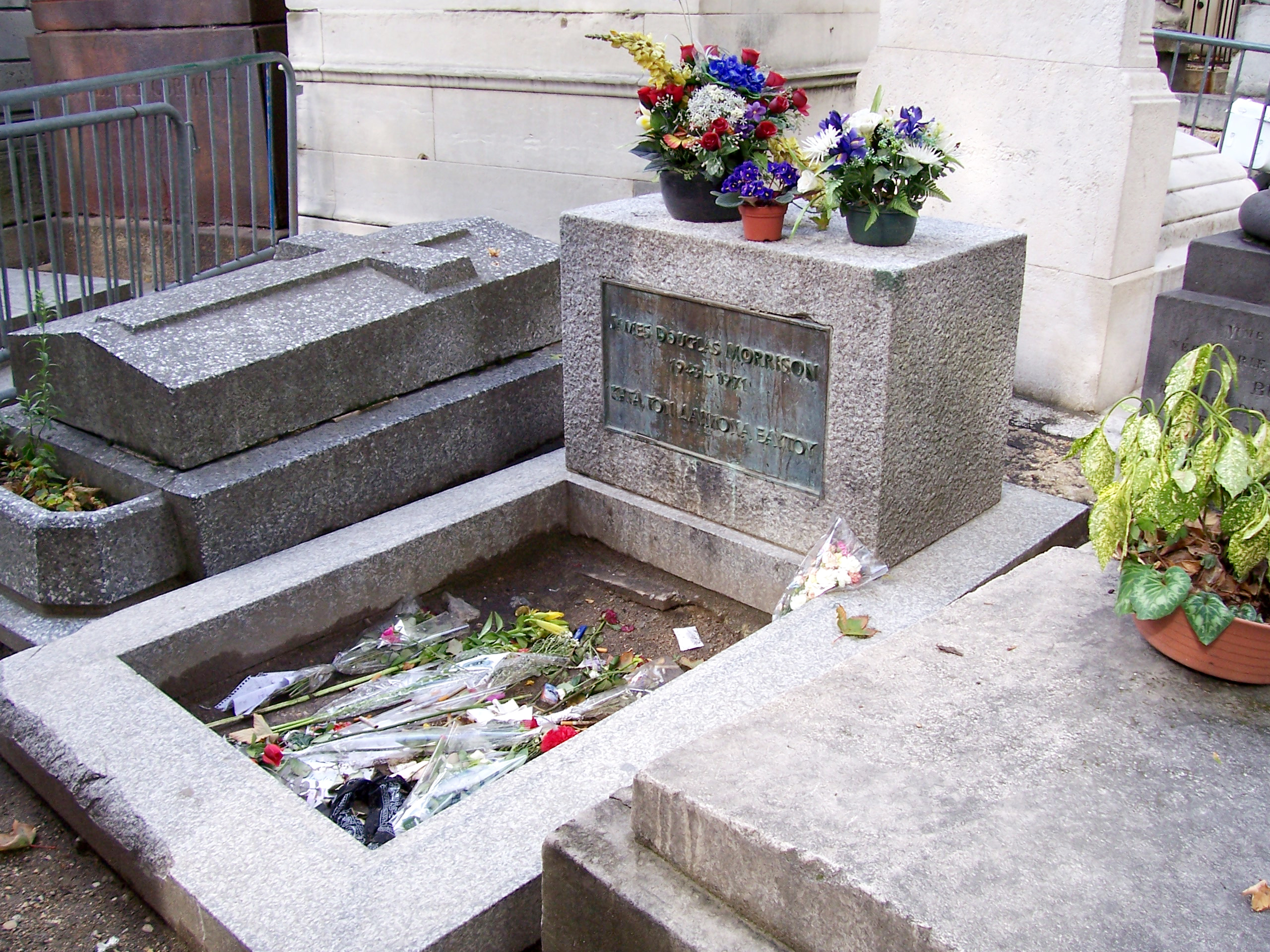
Hrob Jima Morrisona
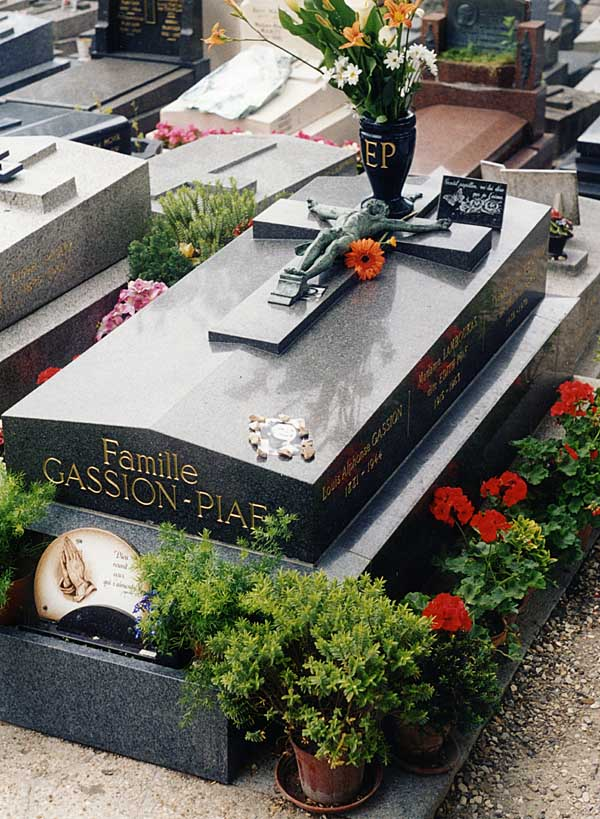
Hrob Edith Piaf
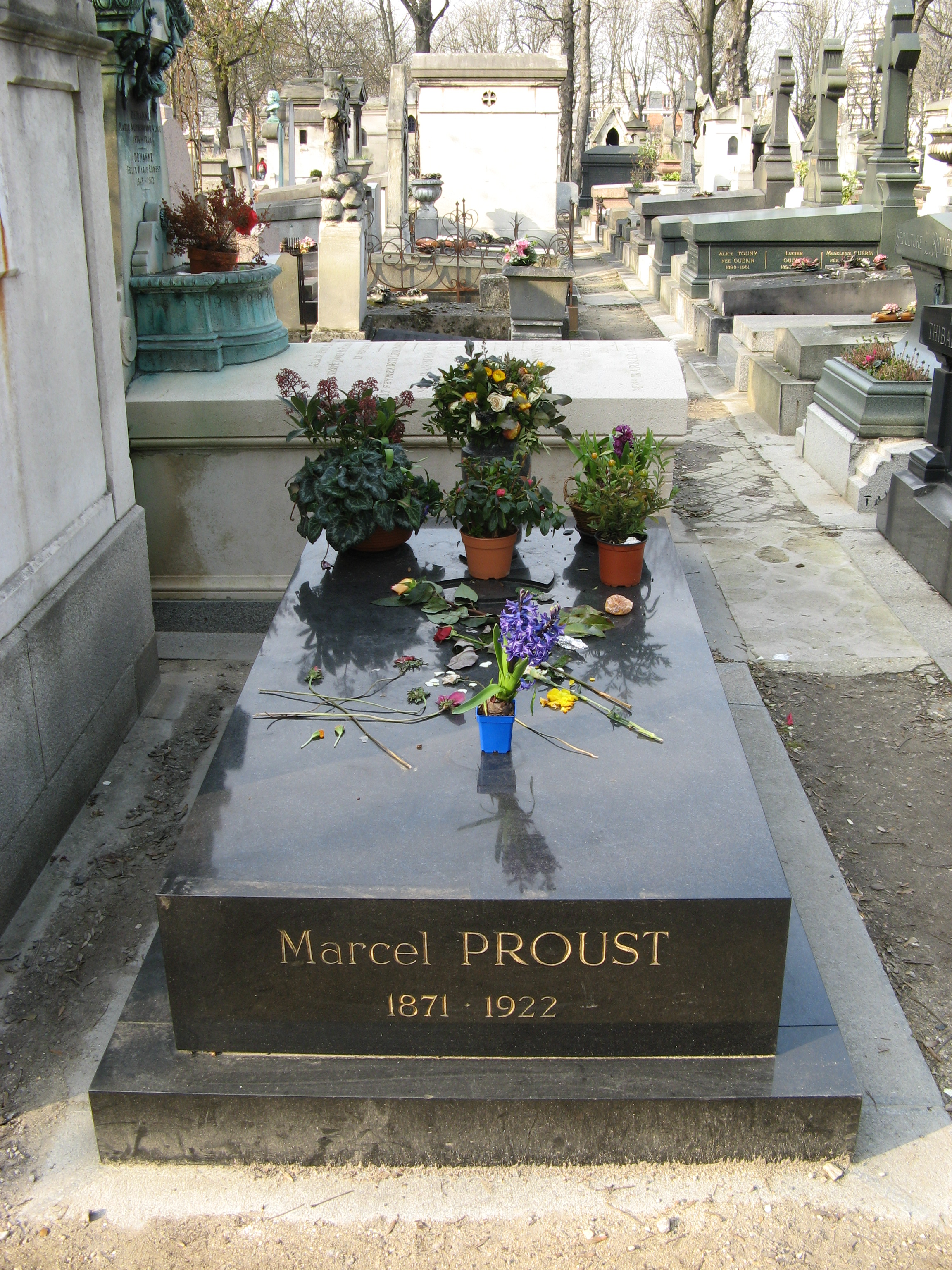
Hrob Marcela Prousta
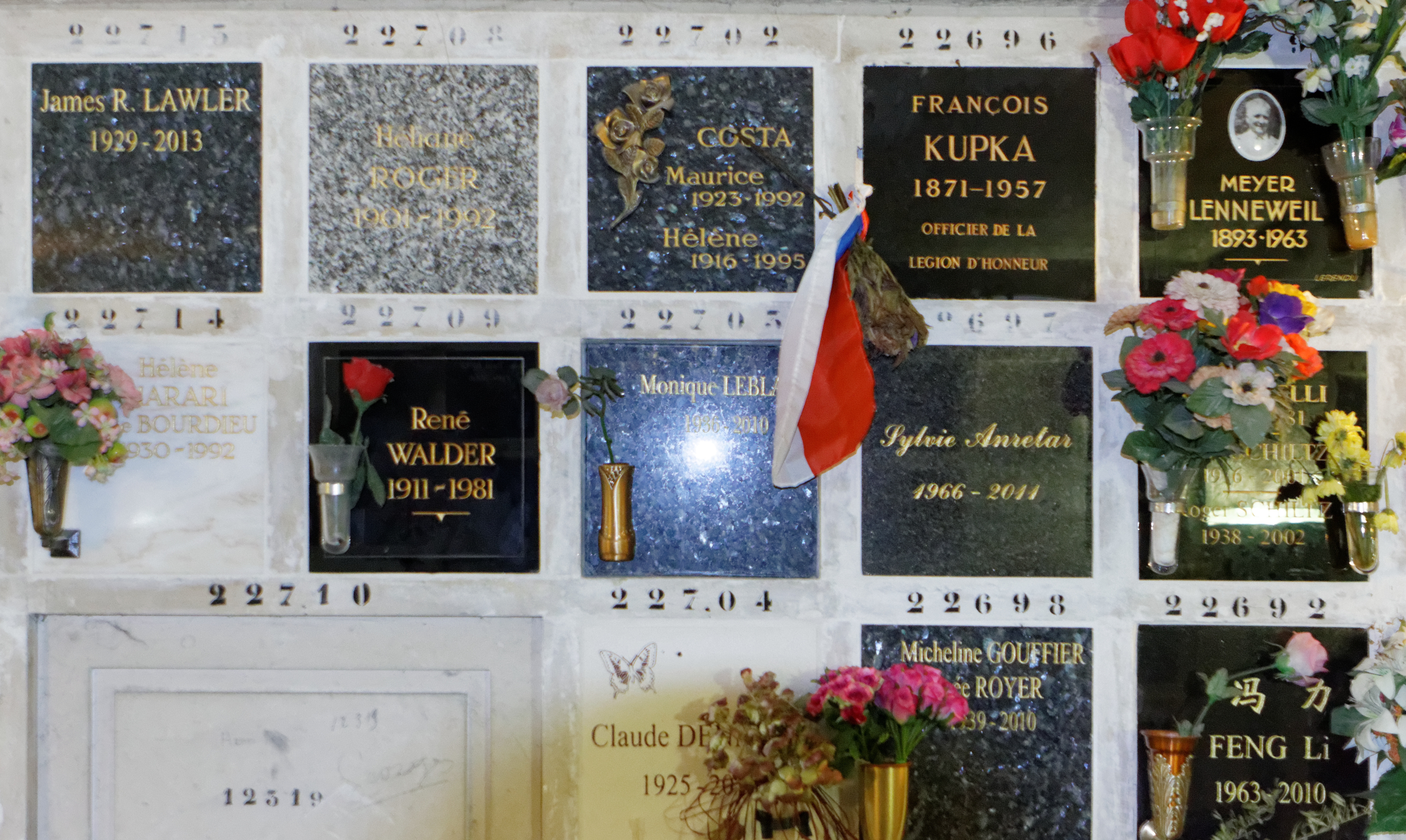
František Kupka, kolumbárium, odd. 87
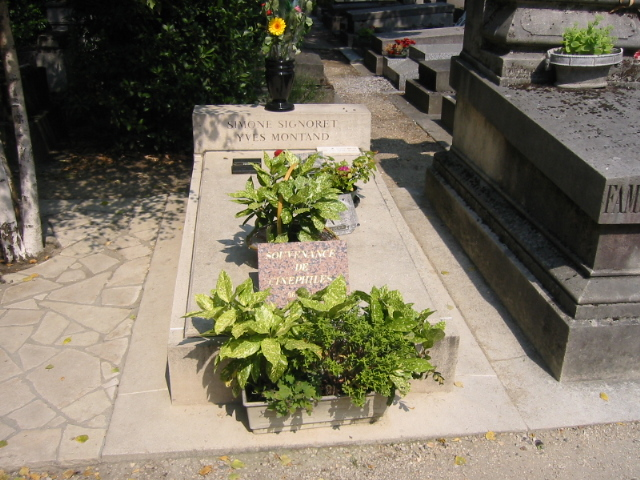
Společný hrob Simone Signoretové a Yves Montanda
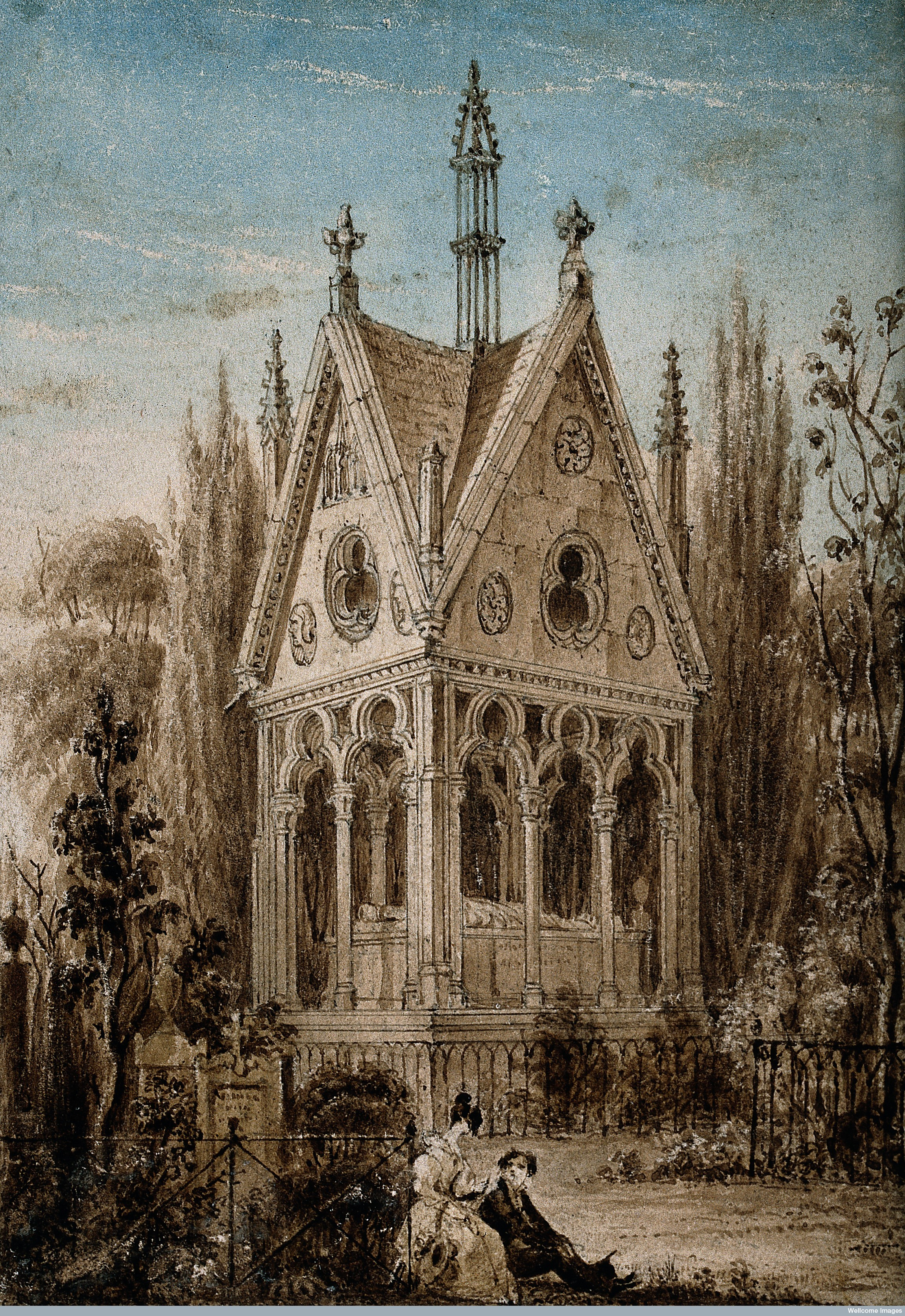
Kaple s tumbou Abélarda a Héloisy, stav v 19. století
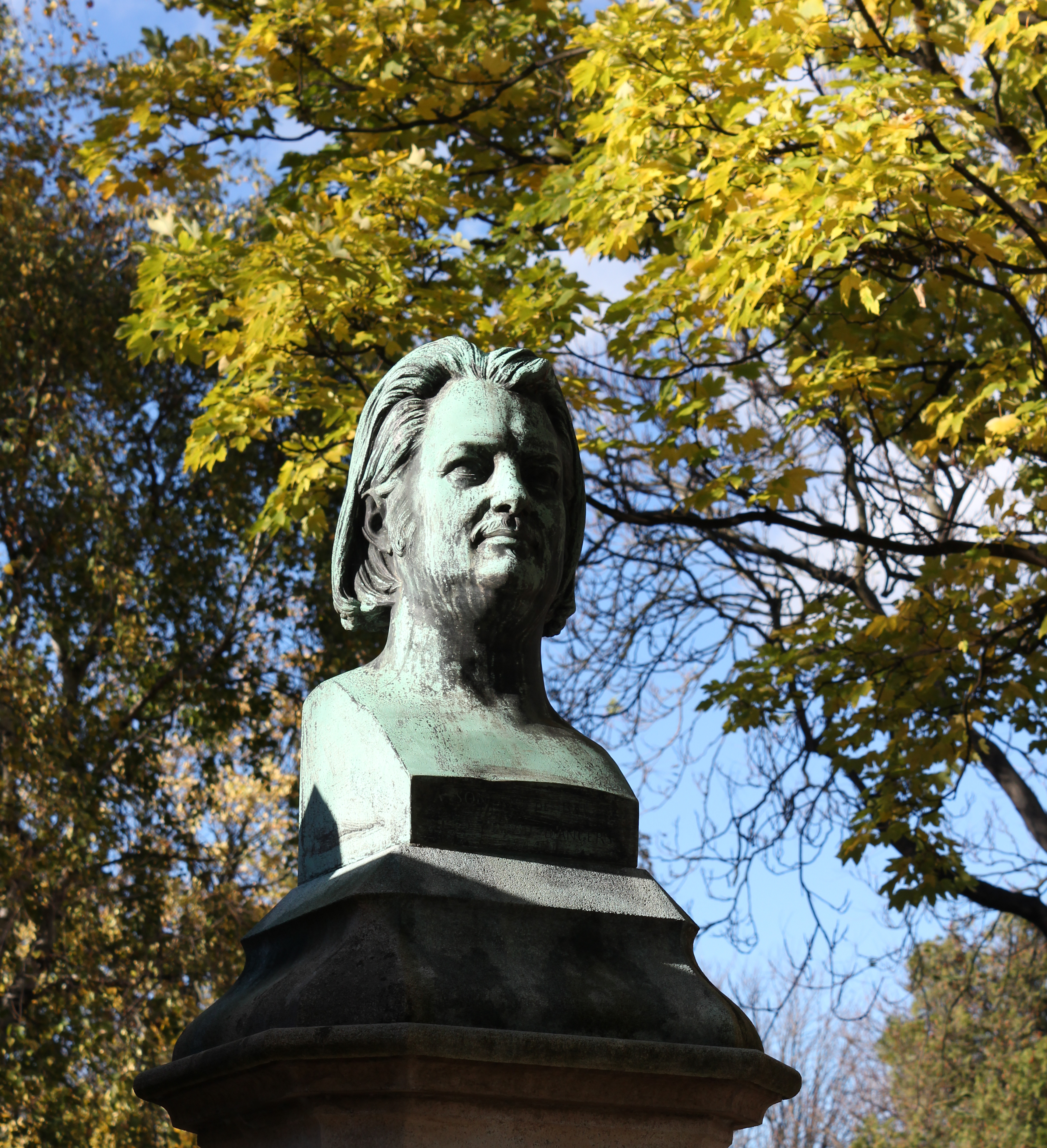
Busta Honoré de Balzaca v oddělení 48
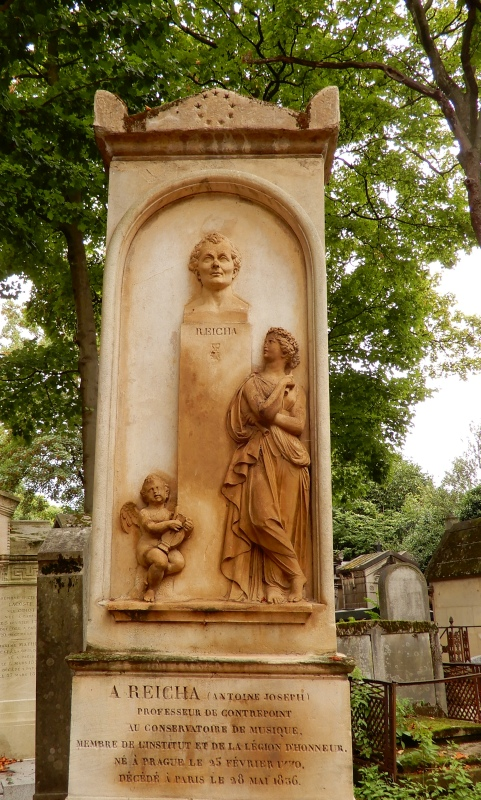
Náhrobek skladatele Antonína Rejchy autor Jean-François Baud, 1836

## Památkově chráněné náhrobky a sochy
Na hřbitově je na 300 významných uměleckých památek, buď v podobě skupinových památníků (například obětem pařížské komuny nebo koncentračních táborů druhé světové války), celých hrobek, samotných soch nebo náhrobních reliéfů.
Například:
- Mramorový katafalk Abélarda a Héloisy s ležícími figurami pod sloupovým chrámkem, patří k nejstarším z celého hřbitova, přenesen roku 1831 z východního hřbitova v Paříži, vytvořili jej Auguste Charles Pugin a Edouarde Heath s využitím gotických fragmentů
- Pomník Casimira Periera (1777–1832), bankéře a politika – největší bronzová socha a monument celého hřbitova (oddělení 13), ve stylu pozdního klasicismu navrhl sochař Jean-Pierre Cortot
- Sochař David D'Anghers vytvořil bronzovou bustu pro náhrobek spisovatele Honoré de Balzaca
- Náhrobek českého hudebního skladatele Antonína Rejchy, sochař Jean-François Baud, 1836

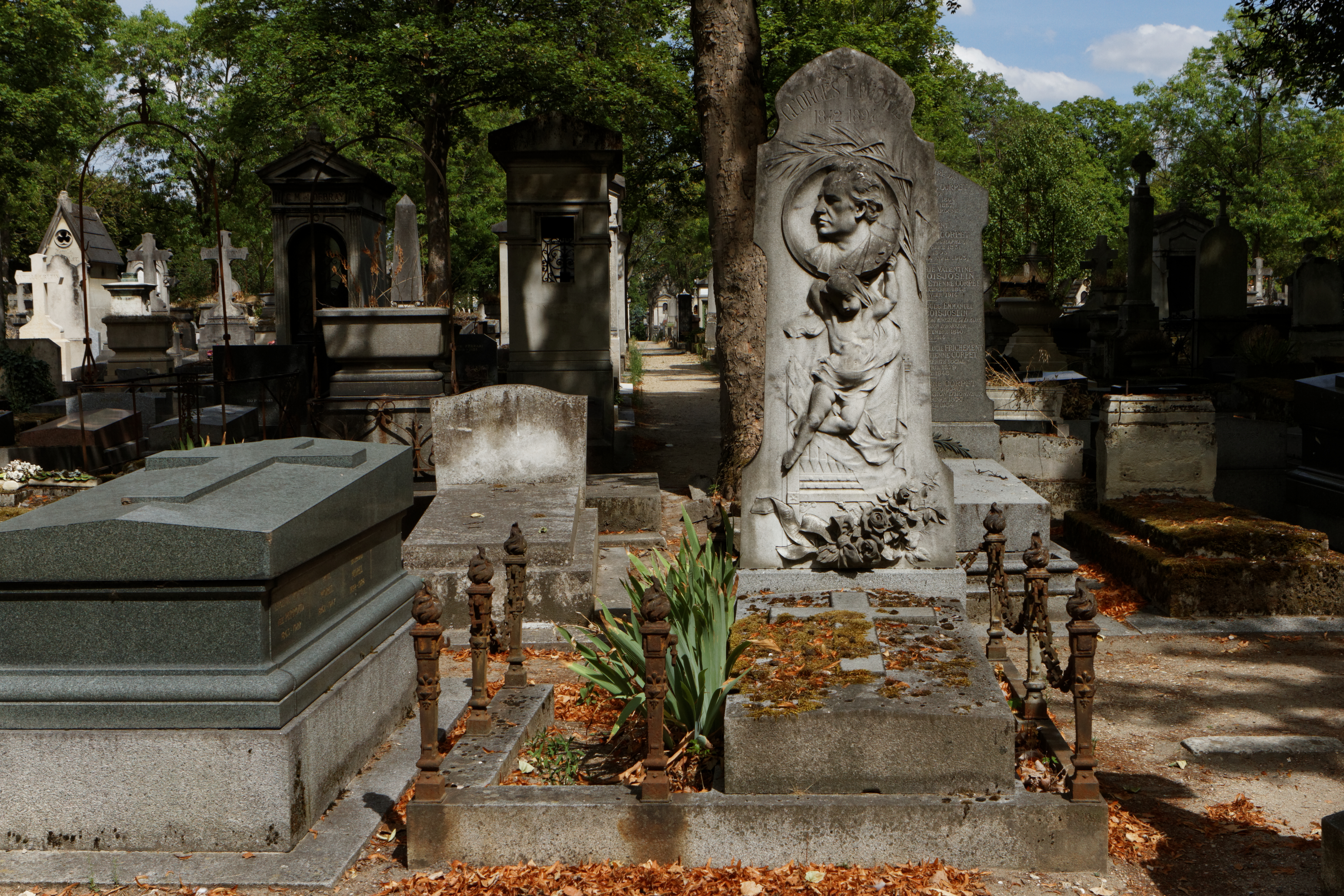
Náhrobek Georgese Lamotha

- Náhrobek Georgese Lamotha (44. oddělení, 9. řada) je z bílého mramoru ve tvaru stély.[1] Portrétní medailon ověnčený palmovou ratolestí o průměru 45 centimetrů podpírá polonahé dítě. Na stuze kytice je vyrytá dedikace À mon cher mari od manželky, která dílo objednala; vytvořil je sochař Henri Allouard.[2]. Od roku 1983 zapsána mezi chráněné francouzské historické památky.[3]
- Pomník padlým československým legionářům od sochaře Karla Dvořáka.[4]

## Další významné pařížské hřbitovy
V současnosti je na území města Paříže funkčních 14 hřbitovů, z nichž čtyři hřbitovy mají více než 10 000 hřbitovních míst:
- Père Lachaise (cca 70 000 náhrobků nebo koncesí) [5]
- Hřbitov Montparnasse (35 000) [6]
- Hřbitov Montmartre (20 000) [7]
- Hřbitov Batignolles (15 000) [8]

Dalších šest hřbitovů určených k pohřbívání Pařížanů leží mimo území hlavního města, z nichž pět je velmi rozsáhlých. Jejich názvy jsou odvozeny od měst, ve kterých se nacházejí:
- Hřbitov Pantin (200 000) [9]
- Hřbitov Thiais (150 000) [10]
- Hřbitov Bagneux (83 000) [11]
- Hřbitov Ivry (48 000) [12]
- Hřbitov Saint-Ouen (46 000) [13]